# Horst Kaubisch
Horst Kaubisch (3 de dezembro de 1915 - 12 de fevereiro de 1945) foi um piloto alemão que serviu na Luftwaffe durante a Segunda Guerra Mundial. Foi condecorado com a Cruz de Cavaleiro da Cruz de Ferro com Folhas de Carvalho.

## Condecorações
| Cruz de Ferro (1939) 2ª Classe                                   | 5 de maio de 1941      |
| Cruz de Ferro (1939) 1ª Classe                                   | 10 de agosto de 1941   |
| Distintivo de Aviador                                            |                        |
| Distintivo de Voo do Fronte da Luftwaffe em Ouro "1000"          |                        |
| Troféu de Honra da Luftwaffe                                     | 19 de janeiro de 1942  |
| Cruz Germânica em Ouro                                           | 10 de julho de 1942    |
| Cruz de Cavaleiro da Cruz de Ferro                               | 16 de novembro de 1942 |
| Cruz de Cavaleiro da Cruz de Ferro com Folhas de Carvalho nº 505 | 24 de junho de 1944    |